# Finikas
Finikas (in greco Φοίνικας?) è un ex comune della Grecia nella periferia di Creta (unità periferica di Rethymno) con 3 946 abitanti secondo i dati del censimento 2001.
È stato soppresso a seguito della riforma amministrativa, detta Programma Callicrate, in vigore dal gennaio 2011 ed è ora compreso nel comune di Agios Vasileios.
è un comune appartenente alla prefettura di Rethymno, una delle quattro in cui è divisa amministrativamente l'isola di Creta.

## Centri abitati

### Plakias
Plakias è la sede degli uffici comunali. È un centro balneare abbastanza sviluppato grazie alle innumerevoli spiagge dei dintorni. Nelle sue vicinanze si trovano le due gole di Kotsifou e Kourtalioti

## Luoghi storici

### Monastero di Preveli

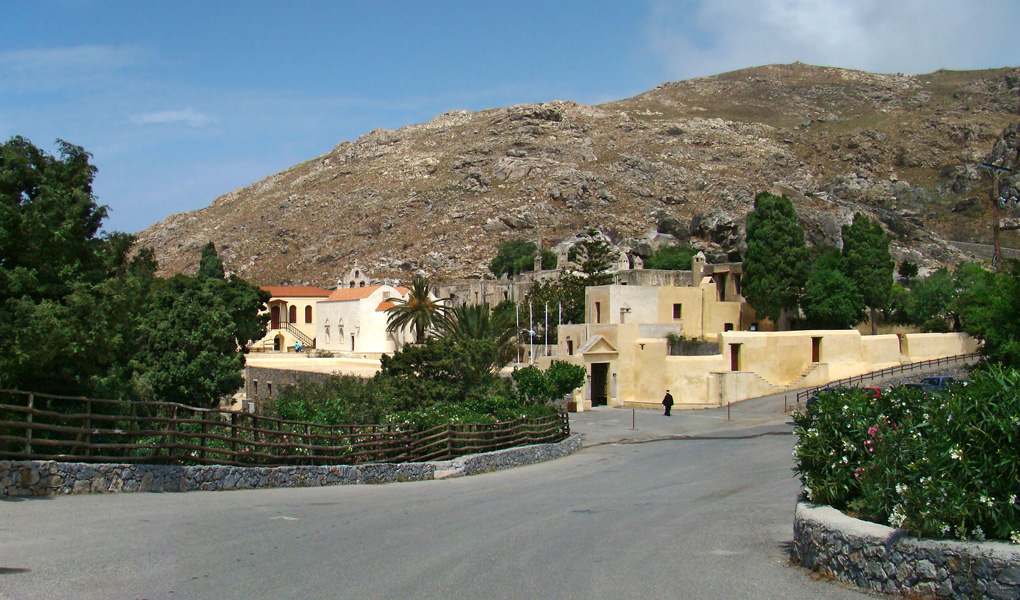
Monastero di Preveli

Il monastero di Preveli si trova 37 km a sud da Iraklio su un imponente promontorio dell'isolata costa meridionale. È fatto di due edifici distinti: Kato Preveli con la chiesa di San Giovanni Prodromo oggi abbandonato e due km più a sud Piso Monasteri con una chiesa dedicata a San Giovanni Teologo. Entrambi gli edifici non sono originali ma conservano alcune reliquie interessanti nel piccolo museo. Data la sua posizione isolata il monastero ha svolto un ruolo importante nel movimento di resistenza cretese contro i numerosi invasori che si sono avvicendati sul suo suolo, soprattutto durante l'ultima guerra mondiale, nel periodo in cui la Creta era occupata dalle truppe tedesche.

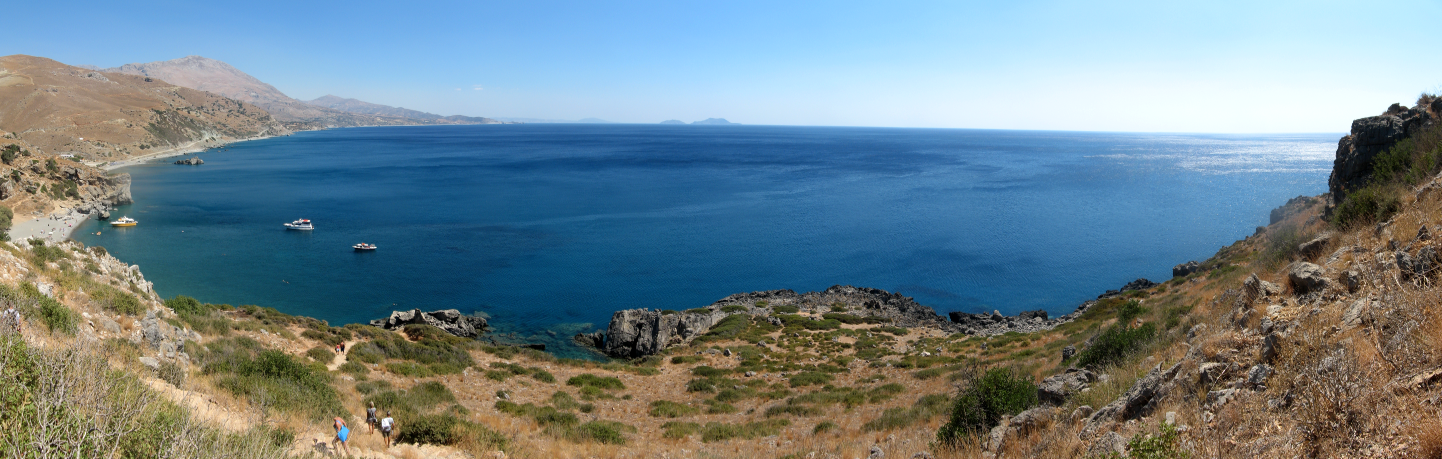
Vista sul Mar Libico scendendo verso la spiaggia di Preveli.